# Broń sportowa

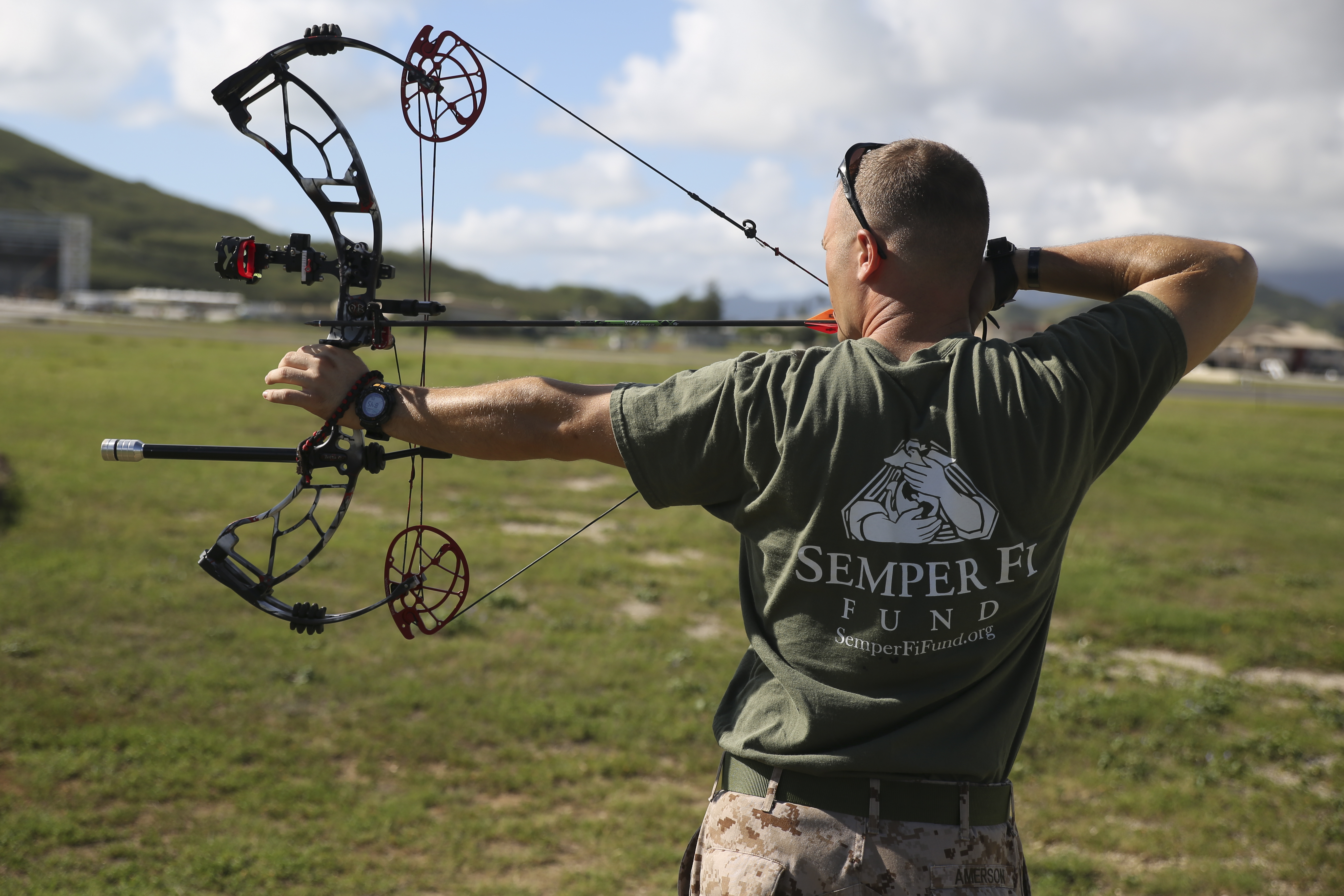
Łuk sportowy

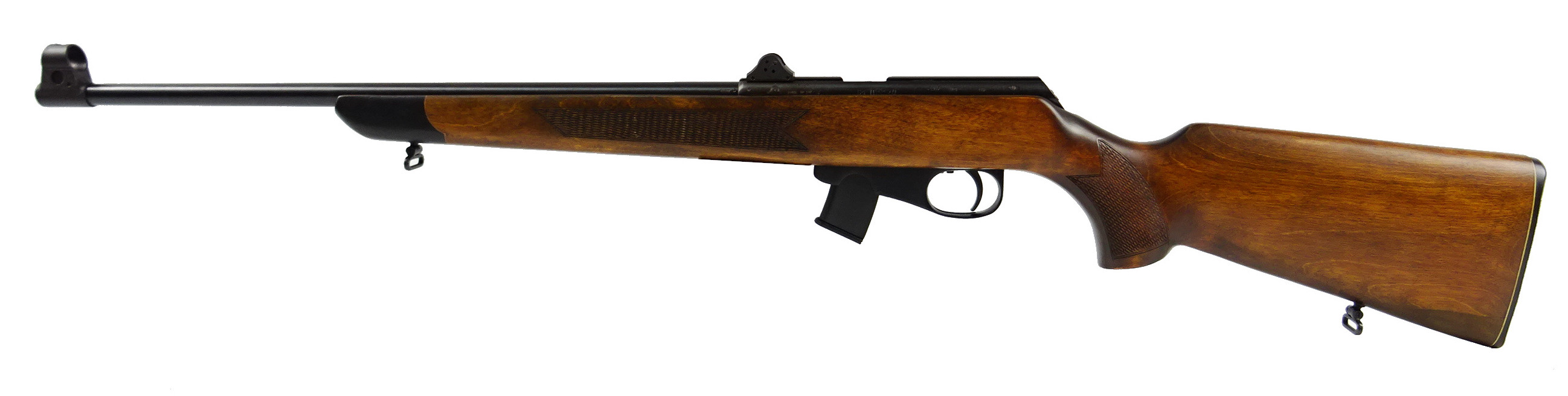
Karabinek sportowy

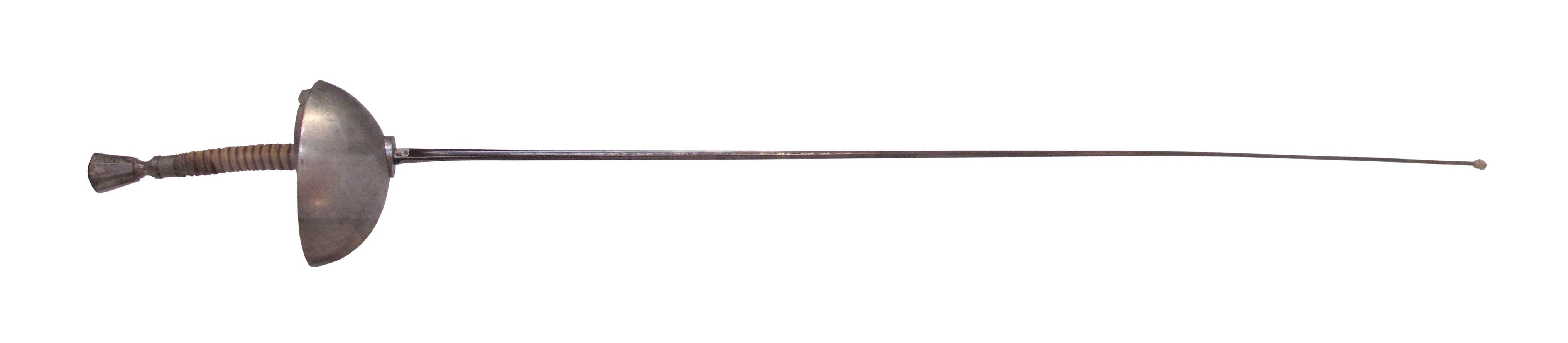
Szpada sportowa

Broń sportowa – broń znajdująca zastosowanie w sporcie. Zasadniczo w celach sportowych korzysta się z następujących rodzajów broni:
- broń pneumatyczna
- broń kulowa
- broń śrutowa
- łuk
- oszczep
- broń biała
- bumerang.

Broń pneumatyczna jest stosowana do strzelań dokładnych oraz do tarczy ruchomej. Do strzelań dokładnych korzysta się z pistoletu oraz karabinka pneumatycznego. Do tarczy ruchomej korzysta się z karabinu lub karabinka.
Broń kulowa jest wykorzystywana w różnorodnych dyscyplinach, w tym:
- strzelaniach dokładnych (pistolet, karabinek sportowy, karabin centralnego zapłonu)
- biatlonie (karabinek sportowy)
- strzelaniach szybkich (pistolet)
- strzelaniach do tarczy ruchomej (karabinek sportowy)
- strzelaniach praktycznych (pistolet, karabin centralnego zapłonu, strzelba gładkolufowa).

Broń śrutowa jest stosowana do strzelań pozorujących polowanie na ptactwo, są to strzelania do tzw. rzutek, które należy rozbić trafieniem w powietrzu (skeet i trap) oraz do strzelań praktycznych (tzw. strzelba praktyczna).
Łuk jest stosowany w strzelaniach dokładnych i dyscyplinach tradycyjnych.
Oszczep jest aktualnie stosowany w dyscyplinie zaliczanej do lekkiej atletyki i rzut rozpatruje się wyłącznie w kategoriach odległości, a nie celności. Jest to odejście od idei stosowania broni.
Broń biała znajduje zastosowanie w szermierczych dyscyplinach klasycznych (szabla, szpada, floret), ale także w dyscyplinach bazujących na wschodnich stylach walki.